# Diplochorella colensoi
Diplochorella colensoi är en svampart som först beskrevs av Miles Joseph Berkeley, och fick sitt nu gällande namn av P.R. Johnst. & P.F. Cannon 2004. Diplochorella colensoi ingår i släktet Diplochorella och familjen Mycosphaerellaceae.   Inga underarter finns listade i Catalogue of Life.